# Олександрівка (Попельнастівська сільська громада)
Олекса́ндрівка (в минулому — Богоявленське, Ратькове (Радьківка), Ворошиловка) — село в Україні, Попельнастівській сільській громаді Олександрійського району Кіровоградської області. Колишній центр Олександрівської сільської ради.
Населення — 687 осіб.
За радянських часів село мало назву Ворошиловка і було центром Ворошиловського району. Теперішню назву село отримало після Другої світової війни на честь свого уродженця, Героя Радянського Союзу Олександра Жежері (1910—1944).

## Історія
Станом на 1886 рік у селі Богоявленське, центрі Богоявленської волості Олександрійського повіту Херсонської губернії, мешкало 910 осіб, налічувалось 186 дворових господарств, існували православна церква та 2 лавки.
За даними 1894 року у селі Богоявленськ (Богоявленське, Ратьково) мешкало 1291 особа (657 чоловічої статі та 634 — жіночої), налічувалось 244 дворових господарства, існувала православна церква, земська школи на 77 учнів (69 хлопчики й 8 дівчаток), метеорологічна станція, урядник, 2 хлібних комори, 4 лавок, шинок.
За переписом 1897 року кількість мешканців зросла до 1481 особи (728 чоловічої статі та 753 — жіночої), з яких 1464 — православної віри.

## Населення
Згідно з переписом УРСР 1989 року чисельність наявного населення села становила 866 осіб, з яких 375 чоловіків та 491 жінка.
За переписом населення України 2001 року в селі мешкало 828 осіб.

### Мова
Розподіл населення за рідною мовою за даними перепису 2001 року:
| Мова       | Відсоток |
| ---------- | -------- |
| українська | 95,78 %  |
| російська  | 2,17 %   |
| молдовська | 0,72 %   |
| вірменська | 0,36 %   |
| білоруська | 0,24 %   |
| румунська  | 0,12 %   |
| угорська   | 0,12 %   |
| інші       | 0,49 %   |

## Релігія
- Храм РУНвіри.

## Відомі уродженці і люди, доля яких пов'язана з селом
- Абаза Костянтин Костянтинович (1841-1905) — російський військовий історик, письменник, педагог
- Силенко Лев Терентійович (1921-2008) — засновник РУНвіри.
- Сокур Микола Іванович (нар. 28 січня 1939 р.) — український вчений, доктор технічних наук, професор, член-кореспондент Академії гірничих наук України, академік Міжнародної академії наук. Навчався в с. Олександрівка.